# Aklilu Arefayne
Aklilu Arefayne Gebretinsae (7 juni 2004) is een Eritrees wielrenner die in 2024 rijdt voor Wanty-ReUz-Technord.

## Carrière
In maart 2022 nam Arefayne, bij de junioren, deel aan de Afrikaanse kampioenschappen op de weg. In de ploegentijdrit veroverde hij, samen met Yonas Tekie, Yoel Habteab en Even Redase, de titel. Een dag later was hij ook de beste in de individuele tijdrit. In de wegwedstrijd was enkel Habteab beter. Later dat jaar werd Arefayne ook nationaal kampioen tijdrijden en nam hij, in zowel de tijdrit als de wegwedstrijd, deel aan het wereldkampioenschap.
Als eerstejaars belofte maakte Arefayne de overstap naar Circus-ReUz-Technord. Namens die ploeg werd hij in mei derde in Eschborn-Frankfurt voor beloften. Later dat jaar werd hij wederom nationaal kampioen tijdrijden en nam hij deel aan onder meer de Ronde van de Toekomst. In zijn tweede seizoen voor de ploeg won hij het jongerenklassement in de Ronde van Rwanda.

## Overwinningen
2022
 Afrikaans kampioen ploegentijdrit, Junioren
 Afrikaans kampioen tijdrijden, Junioren
 Eritrees kampioen tijdrijden, Junioren
2023
 Eritrees kampioen tijdrijden, Beloften
2024
Jongerenklassement Ronde van Rwanda

## Ploegen
- 2023 –  Circus-ReUz-Technord
- 2024 –  Wanty-ReUz-Technord